# Jerry Greenfield

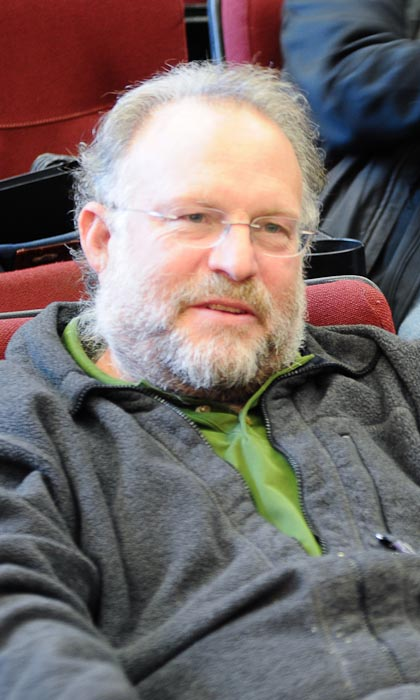
Jerry Greenfield, 2010

Jerry Greenfield (* 14. März 1951 in Brooklyn, New York) ist ein US-amerikanischer Unternehmer. Er gründete zusammen mit Ben Cohen die amerikanische Speiseeisfirma Ben & Jerry’s.

## Leben
Greenfield wuchs in einer jüdischen Familie in Merrick auf Long Island auf. In der Junior-High School lernte er seinen späteren Geschäftspartner Ben Cohen beim Sportunterricht kennen. Beide fanden sich sofort sympathisch, da sie die dickleibigsten Schüler der Schule und zusammen immer die Langsamsten beim Rundenlauf waren. In den akademischen Fächern waren seine Leistungen jedoch hervorragend. Er war der drittbeste Schüler seines Jahrgangs der Schule. Er schloss die High School 1969 ab. Aufgrund seiner guten Noten erhielt er ein Stipendium des National Merit Scholarship Program. Er bewarb sich bei mehreren Ivy-League-Universitäten, wurde jedoch von allen abgelehnt und besuchte schließlich das Oberlin College, wo er 1973 einen Bachelor-Abschluss in „Pre-Med“ erhielt. Anschließend bewarb er sich um ein Medizinstudium, wurde aber an keiner Universität angenommen. Er zog zurück nach New York und arbeitete als Labor-Assistent. Gleichzeitig besuchte er eine Vorlesung in Biochemie, um seine Chancen bei einer erneuten Bewerbung an einer medizinischen Hochschule zu verbessern.
Im Jahr 1977 beschloss er, zusammen mit Ben und einem weiteren Freund, dem Jura-Absolventen Jeff Furman, ein Geschäft zu eröffnen. Sie dachten zunächst an einen Bagel-Laden, fanden aber heraus, dass die Investitionskosten für die Ausrüstung sehr hoch sind. Dann entschieden sie sich für eine Eisdiele, da Jerry bereits während seines Collegebesuchs in der Studenten-Cafeteria an einer Eistheke gearbeitet hatte. Er nahm zusammen mit Ben zur Vorbereitung auf sein neues Geschäft an einem Korrespondenzkurs zur Speiseeisherstellung teil, der von der Penn State University für 5 US-Dollar angeboten wurde. Er recherchierte, in welcher Universitätsstadt es noch keine Eisdiele gab, denn er glaubte, Studenten seien für ihn die besten Kunden. Die Auswahl fiel auf Burlington im US-Bundesstaat Vermont, wo er mit seinen Partnern im Mai 1978 den Ben & Jerry’s Homemade Ice-Cream Parlor in einer ehemaligen Tankstelle eröffnete. Das gemeinsame Startkapital war nur 8.000 US-Dollar, dazu kam ein Kleinkredit der lokalen Bank von 4.000 US-Dollar. In den ersten fünf Jahren musste er oft 80 Stunden pro Woche arbeiten, um über die Runden zu kommen. Er und sein Partner aßen sogar die Essensüberreste anderer Leute, um Geld zu sparen. 1981 hatte er genug und wollte die Eisdiele für 500.000 US-Dollar verkaufen. Jeff Furman überredete ihn jedoch, wenigstens 10 % der Anteile zu behalten. Jerry folgte dem Rat, was ihm beim Verkauf des Unternehmens im Jahr 2000 an Unilever 9,5 Millionen US-Dollar einbrachte. Er lebt zusammen mit seiner Frau Elizabeth Skarie und seinem Sohn in Williston, Vermont.